# Capacho Nuevo
Capacho Nuevo é uma cidade venezuelana, capital do município de Independencia (Táchira).